# Santia bicornis
Santia bicornis är en kräftdjursart som först beskrevs av Cleret 1971.  Santia bicornis ingår i släktet Santia och familjen Santiidae. Inga underarter finns listade i Catalogue of Life.